# Ностальгия по ПНР

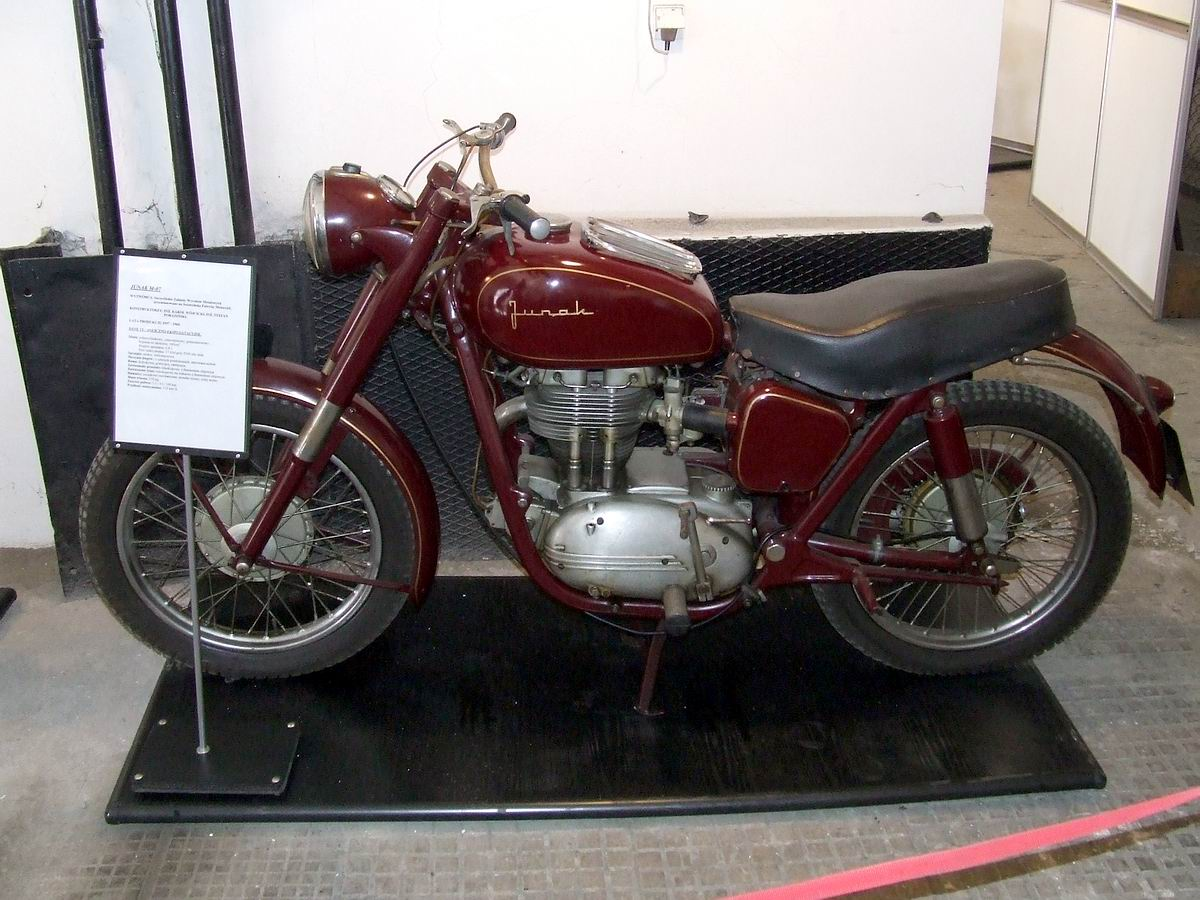
«Польский Харлей Дэвидсон», мотоцикл Юнак, 1956–1965, производство возобновлено с 2010 года.

В польской культуре ностальгия по ПНР — это ностальгия по сторонам жизни Польской Народной Республики (пол. Polska Rzeczpospolita Ludowa, ПНР).
Как и в случае с другими проявлениями коммунистической ностальгии, для людей, живших в период ПНР, двумя главными факторами, вызывающими ностальгию по ПНР, являются неудовлетворенность настоящим и воспоминания о счастливо вспоминаемом прошлом.
Бизнес быстро отреагировал на это явление, возобновив производство продукции времен PRL, такой как теплое мороженое, Polo-Cockta, мотоциклы Junak и стиральный порошок Ludwik.

## Санаторий Тень Социализма
Многие не прочь отдохнуть в "Тени социализма". Пансионат с таким названием находится в пригороде Чисна. Главная достопримечательность этого места - даже не обширная коллекция предметов быта социалистической Польши, хотя она действительно поражает, а местный ресторан. Ложки, прикрепленные к столу алюминиевыми цепочками, "пирожки Ленина" от шеф-повара - для полной иллюзии посетителям не хватает только хамства обслуживающего персонала. Вообще атмосфера социализма, судя по всему, разжигает аппетит. Наверное, поэтому в Польше все популярнее становятся кафе, бары и рестораны в стиле ПНР. В кафе PRL (ПНР) во Вроцлаве с особым размахом празднуют Первомай. На стенах развешаны портреты Иосифа Сталина, Болеслава Берута (председатель, первый секретарь ЦК ПОРП в конце 40-х - начале 50-х годов) и других коммунистических лидеров СССР и Польши. За право наследовать социалистические праздники владельцы кафе готовы бороться. Несмотря на пристальное внимание общественности (некоторые бдительные граждане даже пишут жалобы в прокуратуру) портреты остаются на своих местах, а заведение становится все популярнее.

## Ностальгия по культуре ПНР
Интерес потребителей вызывают не только места отдыха, но и фильмы и музыка ПНР. "Четыре танкиста и собака" - фильм, который до сих пор любят в Польше. Диски и саундтреки идут на "ура", а в Интернете существует даже сайт, посвященный танкистам. Не менее популярна и различная пэнээровская символика на футболках, брелоках и значках.